# Kauhava flygplats
Kauhava flygplats (IATA: KAU, ICAO: EFKA) var tidigare en militär flygplats, numera privatägd av Ilmasotakoulun Lentokerho (finska för Flygkrigsskoleklubben), belägen knappt 3 kilometer nordväst om Kauhava i Finland. Den finländska Flygkrigsskolan var förlagd till flygplatsen före Försvarsmaktens omorganisering.